# Convergencia Democrática de Cataluña
Convergencia Democrática de Cataluña (CDC; en catalán: Convergència Democràtica de Catalunya), también conocido simplemente como Convergencia, fue un partido político español de ámbito catalán, de ideología nacionalista catalana y de tendencia independentista en sus últimos años. 
Fue originalmente creado en torno a la figura de Jordi Pujol en 1974, inicialmente como un pequeño partido político, y no fue inscrito en el registro de partidos hasta 1977. A partir de entonces, y dada su preeminencia en la política catalana, CDC ha sido considerada como la articulación política del pujolismo. Entre 1978 y 2015, CDC formó parte de la federación Convergència i Unió (CiU), constituida junto a la democristiana Unión Democrática de Cataluña. Durante esos treinta y cinco años ambos partidos acudieron a todas las citas electorales bajo la marca electoral de CiU, lo que en Cataluña significó que se convirtiera en el primer grupo político, y en el partido que estuvo al frente de la Generalidad durante más de dos décadas. En 2015 se produjo la fractura de la federación, por lo que Convergència recuperó su propia identidad como partido.
El 8 de julio de 2016 se «refundó» en un nuevo partido que el 10 de julio de 2016 adoptó el nombre de Partit Demòcrata Europeu Català, pasando la actividad política de CDC a la nueva formación, si bien sigue teniendo personalidad jurídica. Luego formó parte de la coalición Junts per Catalunya.

## Historia

### Orígenes y creación
El partido nació en 1974, originalmente como un «movimiento político». Su fundación tuvo lugar el 17 de noviembre de 1974 en el Monasterio de Montserrat. En torno a la figura de Jordi Pujol se fue conformando la llamada Convergencia Democrática de Cataluña (CDC), que inicialmente agrupó a diversas organizaciones y grupos. Desde febrero de 1976, tras la muerte de Franco, se configuraría como un partido político. Convergencia se articularía como una formación política de carácter transversal y que fuera capaz de agrupar a diversos sectores sociales —desde la izquierda a la derecha— de la vida pública en Cataluña.
De cara a las elecciones generales de 1977 —las primeras que se celebraban desde la Guerra civil— Convergencia se integró en el llamado Pacte Democràtic per Catalunya, una coalición electoral en la que también estaban otras formaciones como Partit Socialista de Catalunya-Reagrupament (PSC-R), Esquerra Democràtica de Catalunya (EDC) o el Front Nacional de Catalunya (FNC); la coalición lograría entrar en el Congreso de los Diputados con once escaños.
En la primavera de 1978 un sector del partido propuso renombrarlo como «Partit Nacionalista Català» (PNC), propuesta que, sin embargo, no prosperó.
En septiembre de 1978 se firmaron las bases para la constitución de Convergència i Unió (CiU), mediante la coalición de Convergencia con la histórica Unión Democrática de Cataluña (UDC). En las elecciones de 1979 el partido concurrió integrado dentro de la coalición CiU.

### Hegemonía política en Cataluña

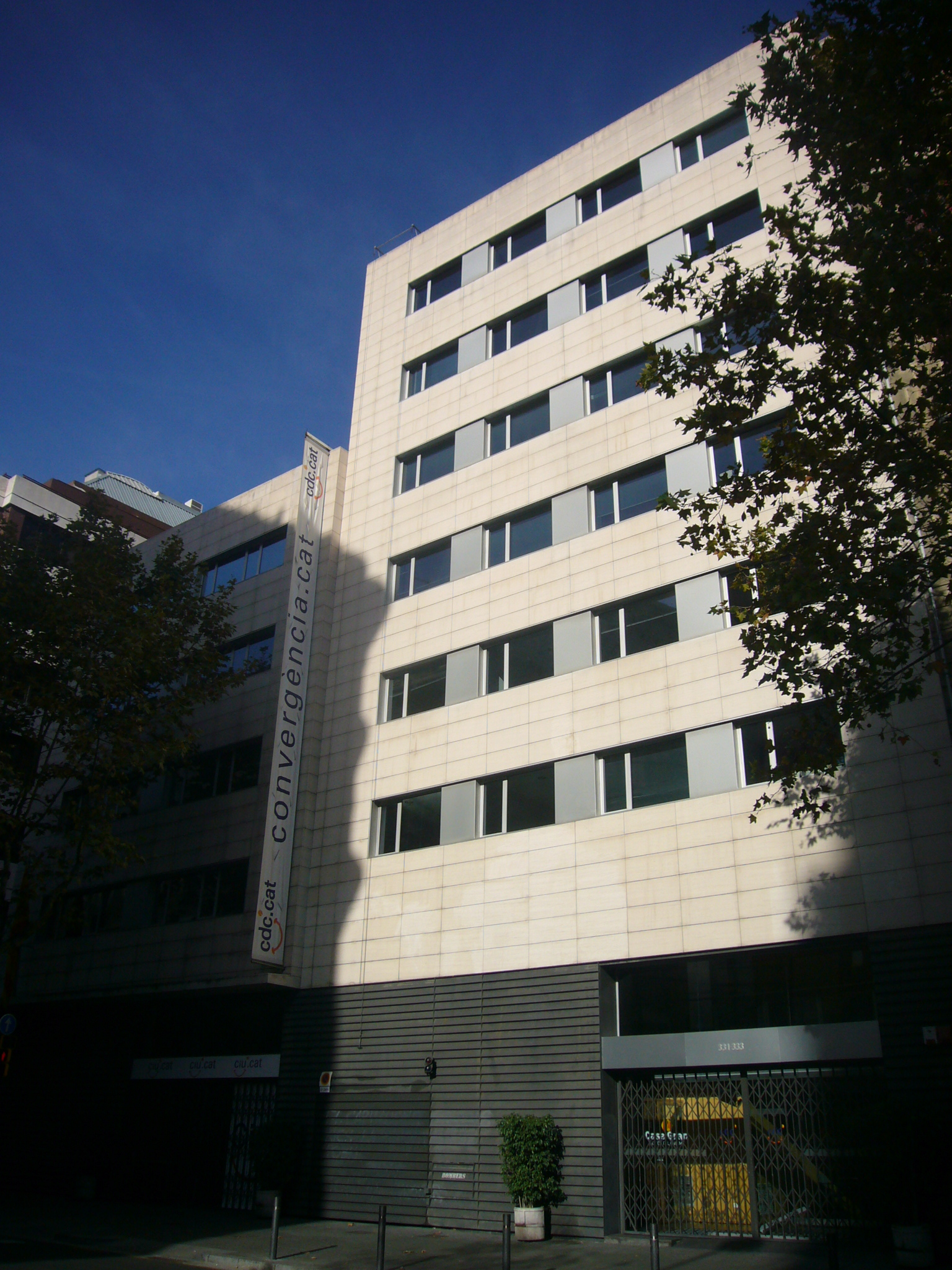
Sede central de CDC en Barcelona.

Convergència participó desde las elecciones autonómicas catalanas de 1980 hasta el año 2015 junto a Unión Democrática de Cataluña en la federación nacionalista Convergencia y Unión. La formación gobernó Cataluña desde esas elecciones hasta el año 2003, en que la Generalidad de Cataluña fue a parar a manos de la alianza entre los tres partidos catalanes de izquierdas PSC-ERC-ICV (llamada informalmente el tripartito), al no conseguir mayoría absoluta en el Parlamento.
Más allá de su proyección catalanista, CDC tenía presencia estatal, al haber colaborado tanto con los gobiernos socialistas (1982-1996) como en la etapa en que gobernó el PP (1996-2004), dando su apoyo a uno y otro partido para poder formar gobierno. Con el gobierno socialista de Felipe González se desarrolló el Estado autonómico y se iniciaron las bases de la financiación autonómica. También es de destacar su apoyo a las medidas liberalizadoras y de control presupuestario del Gobierno de José María Aznar, que permitieron la incorporación de España en la primera fase de adopción del euro. Asimismo, según se recoge en el Pacto del Majestic entre CiU y PP, se acordaron, entre otros asuntos, el desarrollo de la financiación autonómica ya iniciada en la etapa socialista, la supresión del servicio militar obligatorio y el traspaso de competencias.
Desde la retirada política de Jordi Pujol en 2003, su dirigente pasó a ser Artur Mas, quien había sido mano derecha de Pujol y fue cabeza de lista en las elecciones autonómicas de ese año por la coalición Convergencia y Unión. Tras la victoria de CiU en las elecciones autonómicas de 2010, Artur Mas fue elegido Presidente de la Generalidad de Cataluña.
En el XVI congreso de CDC celebrado en Reus el 24 de marzo de 2012, Oriol Pujol, hijo de Jordi Pujol, fue nombrado nuevo secretario general del partido, mientras que el anterior secretario, Artur Mas, asumió el cargo de presidente. Jordi Pujol recibió el título de presidente-fundador del partido. En ese mismo congreso, sus dirigentes declararon abiertamente que el objetivo a medio plazo de CDC era la consecución del estado propio, es decir, la independencia de Cataluña.
Desde el año 2012 el partido tenía su sede central de la calle Córcega de Barcelona embargada a raíz del escándalo de corrupción conocido como Caso Palau.
Para las elecciones generales de España de 2015 concurrió en coalición bajo la denominación Democràcia i Llibertat. Al año siguiente concurrió en solitario, mientras que Demòcrates de Catalunya (DC) y Reagrupament (RI.cat) no se presentaron a las elecciones, aunque algunos de sus miembros fueron en las listas de CDC como independientes.

### Crisis, cese de actividad y fundación del PDeCAT
El sábado 21 de mayo de 2016 el partido convocó un "superdissabte" (supersábado) en el marco del proceso abierto de regeneración democrática, donde los militantes y simpatizantes del partido podían votar si regenerar CDC o impulsar la creación de un nuevo partido. A la vez, ese mismo día, los militantes participaban en las primeras primarias del partido para elegir a su candidato de las elecciones generales del 26 de junio; Francesc Homs o Sílvia Requena, venciendo el primero, y con la opción de fundar un nuevo partido como la opinión mayoritaria de los participantes en la votación.
El 8 de julio de 2016 se realizó un congreso de CDC en el cual se acordó su refundación en el Partido Demócrata Catalán. Inicialmente se habían propuesto dos nombres para el nuevo partido: Més Catalunya y Catalans Convergents, pero distintas facciones del partido manifestaron su rechazo a ambas propuestas, y el 9 de julio se presentaron otras tres propuestas denominadas de consenso: Junts per Catalunya, Partit Nacional Català y Partit Demòcrata Català, que fue finalmente la elegida.
Al mismo tiempo que se fundaba el Partido Demócrata Europeo Catalán (PDeCAT), Convergència puso fin a su actividad política, aunque ha continuado jurídicamente activa como partido, con una estructura mínima para atender sus obligaciones legales y económicas. Uno de los cofundadores del partido, Jacint Borràs, fue designado como nuevo presidente. Tras fallecer en septiembre de 2017, el empresario Vicenç Mauri fue elegido para sucederle en un congreso extraordinario del partido, celebrado en abril de 2018.
Desde 2016 ha participado en varias coaliciones electorales con las nuevas marcas postconvergentes, PDeCAT y JxCat, con el único objetivo de permitir que estos nuevos partidos se beneficien de los derechos electorales que correspondían a CDC (subvenciones públicas y cuotas de presencia en los medios de comunicación públicos durante las campañas).
El 15 de enero de 2018 se hizo pública la sentencia del Caso Palau por la que CDC fue condenada a devolver los 6,6 millones de euros cobrados de Ferrovial en comisiones irregulares a cambio de adjudicaciones; también ha sido condenado Daniel Osàcar (4 años y 5 meses), extesorero de CDC, por uno delito de blanqueo de capitales, por un delito de tráfico de influencias continuado, y uno continuado de falsedad en documento mercantil, y uno de falsedad contable. En julio del mismo año el juez de la Audiencia Nacional José de la Mata, que investiga el Caso 3% —presunto cobro de comisiones a cambio de adjudicación de obras públicas— imputó a CDC por delitos de tráfico de influencias, cohecho y blanqueo de capitales.

## Liderazgo

### Presidente
1. Ramón Trías Fargas (1979-1989).
2. Jordi Pujol (1989-2012).
3. Artur Mas (2012-2016).
4. Jacint Borràs (2016-2017).
5. Vicenç Mauri (2018-2020).

### Secretario general
1. Jordi Pujol (1976-1989).
2. Miquel Roca (1989-1996).
3. Pere Esteve (1996-2000).
4. Artur Mas (2000-2012).
5. Oriol Pujol (2012-2014).

Con la dimisión de Oriol Pujol (debido a su relación en un caso de corrupción), se crea un nuevo cargo: coordinador general del comitè de dirección.

## Resultados electorales

### Congreso de los Diputados
| Comicios | Cabeza de lista             | Número de votos | % (Cataluña) | Escaños obtenidos (Cataluña) | +/–         | Notas                                         |
| -------- | --------------------------- | --------------- | ------------ | ---------------------------- | ----------- | --------------------------------------------- |
| 1977     | Jordi Pujol                 | N/D             | N/D          | 5/47                         | -           | Como parte de Pacte Democràtic per Catalunya. |
| 1979     | Jordi Pujol                 | N/D             | N/D          | 7/47                         | 2           | Como parte de Convergència i Unió.            |
| 1982     | Miquel Roca                 | N/D             | N/D          | 8/47                         | 1           | Como parte de Convergència i Unió.            |
| 1986     | Miquel Roca                 | N/D             | N/D          | 13/47                        | 5           | Como parte de Convergència i Unió.            |
| 1989     | Miquel Roca                 | N/D             | N/D          | 13/46                        | Sin cambios | Como parte de Convergència i Unió.            |
| 1993     | Miquel Roca                 | N/D             | N/D          | 12/47                        | 1           | Como parte de Convergència i Unió.            |
| 1996     | Joaquim Molins              | N/D             | N/D          | 11/46                        | 1           | Como parte de Convergència i Unió.            |
| 2000     | Xavier Trias                | N/D             | N/D          | 11/46                        | Sin cambios | Como parte de Convergència i Unió.            |
| 2004     | Josep Antoni Duran i Lleida | N/D             | N/D          | 6/47                         | 5           | Como parte de Convergència i Unió.            |
| 2008     | Josep Antoni Duran i Lleida | N/D             | N/D          | 6/47                         | Sin cambios | Como parte de Convergència i Unió.            |
| 2011     | Josep Antoni Duran i Lleida | N/D             | N/D          | 10/47                        | 4           | Como parte de Convergència i Unió.            |
| 2015     | Francesc Homs               | N/D             | N/D          | 7/47                         | 3           | Como parte de Democràcia i Llibertat.         |
| 2016     | Francesc Homs               | 483 488         | 13,90% (#4)  | 8/47                         | 1           | Se presenta en solitario.                     |

### Parlamento de Cataluña
| Comicios | Cabeza de lista | # de votos | % de votos | Escaños obtenidos | +/–         | Notas                                       |
| -------- | --------------- | ---------- | ---------- | ----------------- | ----------- | ------------------------------------------- |
| 1980     | Jordi Pujol     | N/D        | N/D        | 35/135            | -           | Dentro de la coalición Convergència i Unió  |
| 1984     | Jordi Pujol     | N/D        | N/D        | 56/135            | 21          | Dentro de la coalición Convergència i Unió  |
| 1988     | Jordi Pujol     | N/D        | N/D        | 54/135            | 2           | Dentro de la coalición Convergència i Unió  |
| 1992     | Jordi Pujol     | N/D        | N/D        | 54/135            | Sin cambios | Dentro de la coalición Convergència i Unió  |
| 1995     | Jordi Pujol     | N/D        | N/D        | 46/135            | 8           | Dentro de la coalición Convergència i Unió  |
| 1999     | Jordi Pujol     | N/D        | N/D        | 43/135            | 3           | Dentro de la coalición Convergència i Unió  |
| 2003     | Artur Mas       | N/D        | N/D        | 43/135            | Sin cambios | Dentro de la federación Convergència i Unió |
| 2006     | Artur Mas       | N/D        | N/D        | 34/135            | 9           | Dentro de la federación Convergència i Unió |
| 2010     | Artur Mas       | N/D        | N/D        | 45/135            | 11          | Dentro de la federación Convergència i Unió |
| 2012     | Artur Mas       | N/D        | N/D        | 36/135            | 9           | Dentro de la federación Convergència i Unió |
| 2015     | Artur Mas       | N/D        | N/D        | 30/135            | 6           | Dentro de la coalición Junts pel Sí.        |
| 2017     | —               | —          | —          | —                 | —           | Dentro de la coalición Junts per Catalunya  |

## Sucesores
- De CDC: Partido Demócrata Europeo Catalán (I), Lliures (C) y Convergents (C), Junts per Catalunya (partido político).[47]
- De Convergència i Unió: Democràcia i Llibertat (formado por CDC y disidentes de UDC —Demócratas de Cataluña—), Junts per Catalunya (coalición).
- De UDC: Demócratas de Cataluña (I) y Units per Avançar (C).[47]